# Compliment

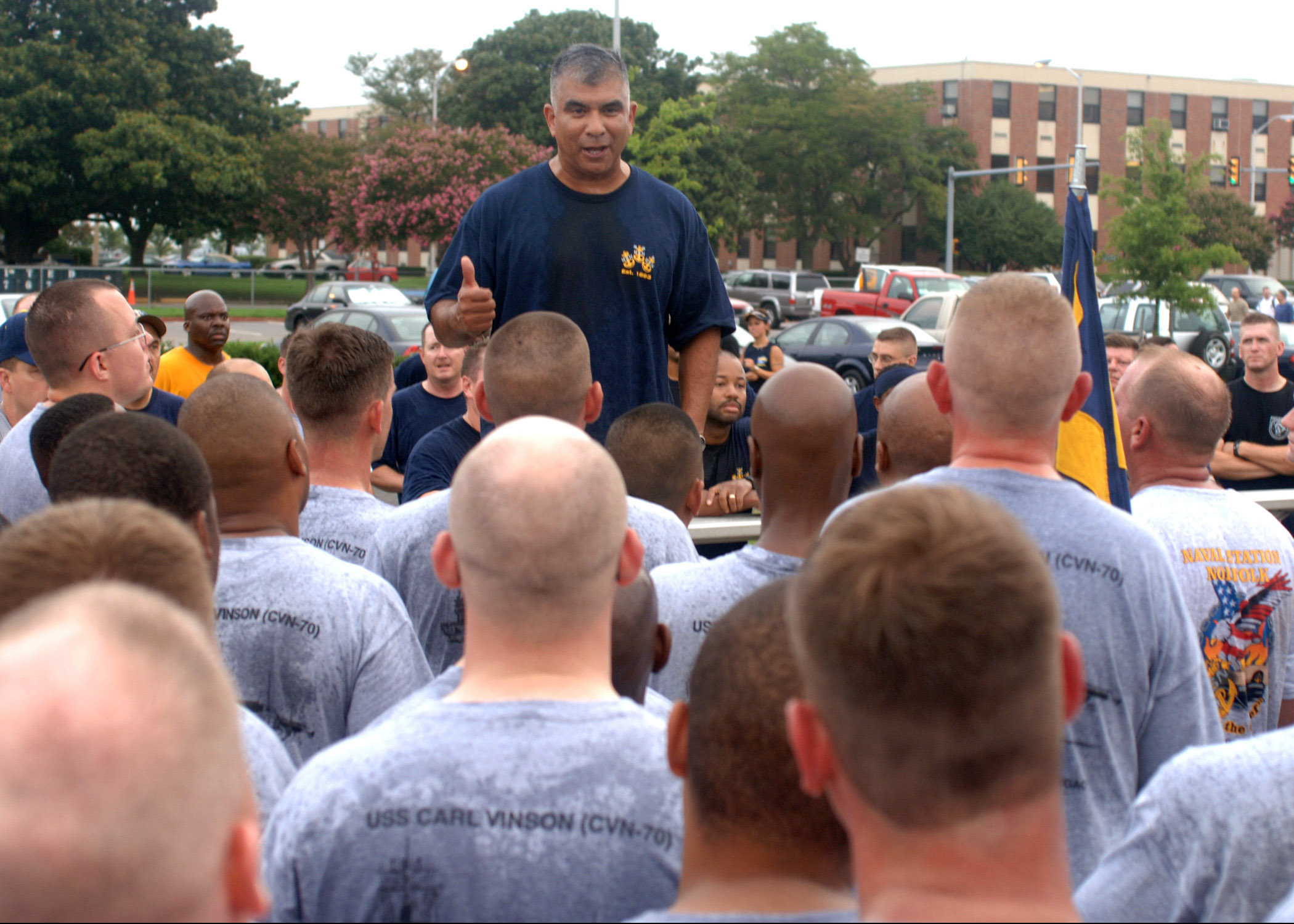
Een Amerikaanse marineofficier geeft zijn manschappen een compliment door zijn duim omhoog te steken.

Een compliment is een lovende of vleiende uitdrukking. Iemand kan iemand anders een compliment geven – verbaal of non-verbaal – als uiting van waardering voor een geleverde prestatie. Een complimentje kan functioneren als een positieve bekrachtiging en dient dan als prikkel om het bedoelde gedrag te herhalen. Een compliment kan ook averechts werken, bijvoorbeeld wanneer men iemand een compliment geeft voor een taak die hij of zij zelf als gemakkelijk of vanzelfsprekend ervaart.
Een voorbeeld van een verbaal compliment is "Goed zo!" zeggen als iemand een taak tot een goed einde heeft gebracht. Applaus of een duim opsteken zijn voorbeelden van een non-verbaal compliment.

## Complimentendag
In Nederland wordt er sinds 2003 jaarlijks op 1 maart de Nationale Complimentendag gehouden, waarop men mensen aanmoedigt om elkaar eens een complimentje te geven. In navolging van het Nederlandse initiatief kwam er later ook een complimentendag in Vlaanderen en Noorwegen. Sinds 2011 bestaat er ook een "World Compliment Day".